# Jenynsia onca
Jenynsia onca är en fiskart som beskrevs av Lucinda, Reis och Quevedo 2002. Jenynsia onca ingår i släktet Jenynsia och familjen Anablepidae. Inga underarter finns listade i Catalogue of Life.